# C-Netz
C-Netz eller Funktelefonnetz-C var Tysklands tredje mobiltelefoninät och byggdes 1986. Med detta nät kom nya funktioner såsom enhetligt prefix (0161), fax, röstbrevlåda och handover. Systemet stödde maximalt 800 000 klienter.